# Ellen S. Baker
Ellen S. Baker, född 27 april 1953 i Fayetteville i North Carolina, är en amerikansk astronaut som togs ut i astronautgrupp 10 den 23 maj 1984.

## Rymdfärder
- STS-34
- STS-50
- STS-71